# برقع الطير

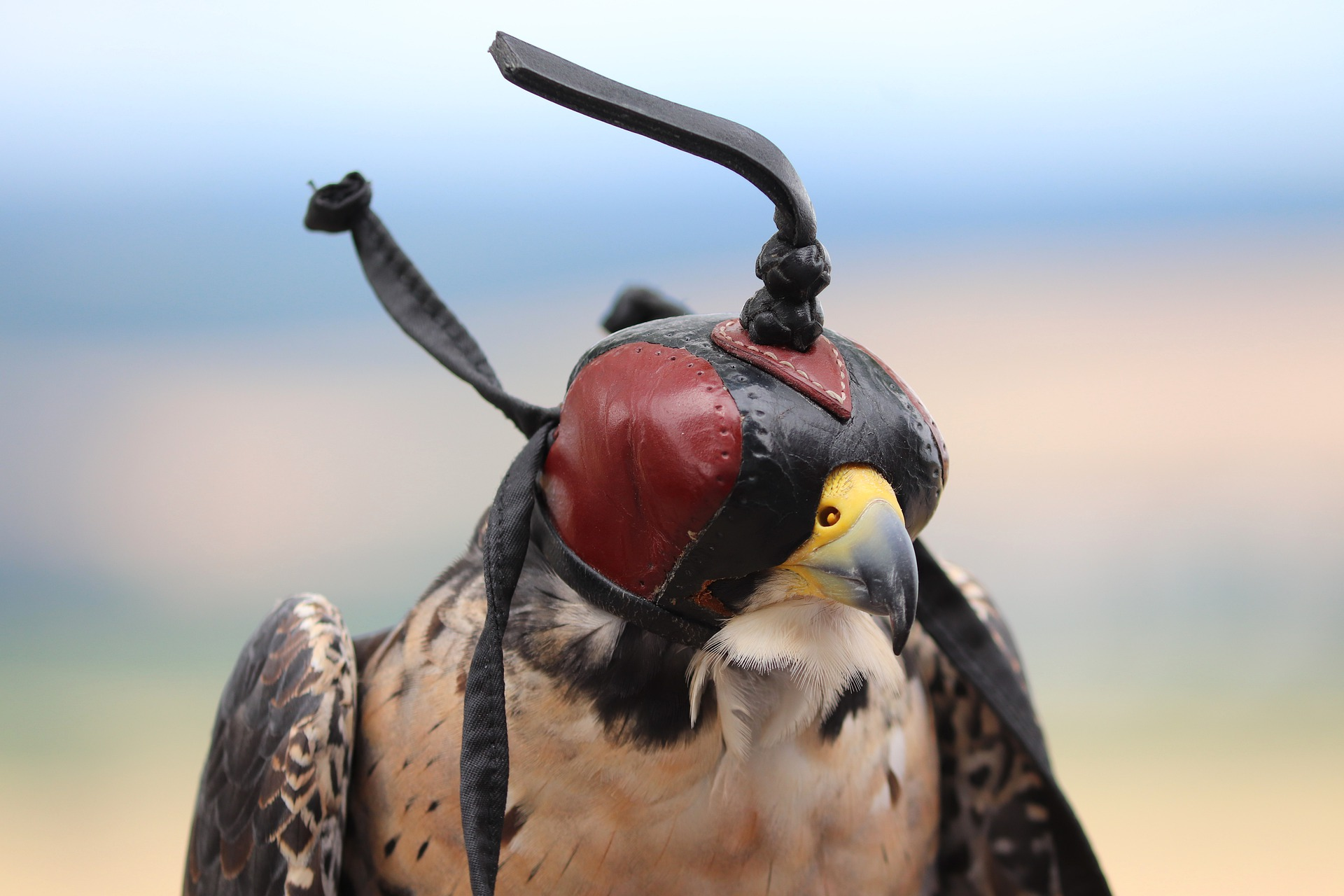
صورة توضح طائر يرتدي برقعًا يغطي عيناه.

برقع الطير هو غطاء صغير بحجم رأس الطائر المستخدم في الصقارة، وهو مكونٌ من الجلد اللين المصنوع من جلد الأغنام أو الماعز أو الأبقار، وأغلاها سعرًا يصنع من جلد الغزلان، وبها فتحة تسمح للطائر بإخراج منقاره منه. 

## أسباب استخدامه
يستخدم لتهدئة الطير، وتقليل ثورته، وحماية عينيه، ومنعه من الطيران، ويسهل الاقتراب منه والتعامل معه دون ان يؤذي نفسه أو من حوله، ويعد «البرقع» من أبرز الأدوات الخاصة، التي يحرص الصقار على توفيرها لصقوره.

## أنواعه

### 1. البرقع العربي
أفضل الأغطية للصقور من حيث النموذج، وغالبًا ما يُصنع من أنواع ضعيفة جدًّا من الجلود على شكل خوذة جلدية تلائم حجم الرأس، ويُصنع للخوذة سيران على الجانبين، أو سير طويل يمر خلال العراوي في قاعدة الخوذة، مع ترك طرفين لربطهما، أو فكهما عن بعض عند الاستخدام، أو رفع البرقع عن الصقر.

### 2. البرقع الهندي
هذا النوع لا يمكن فتحه وغلقه، ويوضع على الرأس بحيث يكون مشدودًا عليه، ومع ذلك يمكن لبعض الطيور التخلص منه بسهولة.

### 3. البرقع الألماني
ويُطلق عليه اسم «كتلة التغمية»، ويعود هذا الاسم إلى طريقة صناعته، حيث تتم خياطته إلى الأعلى، ومن الداخل إلى الخارج، ثم يُنقع في الماء، ويتم تشكيله على كتلة من الخشب ليجف عليها ويأخذ الشكل المطلوب.

### 4. البرقع الهندي الإنجليزي
ويشبه البرقع الهندي، لكن تتم خياطة ظهره فقط إلى الأعلى بنحو 3 أو 4 غرز من الأعلى، كما يضاف إليه السيران الجانبيان من البرقع الألماني، ويعيبه أنه غير متقن الشكل.

### 5. برقع الصقور المركزي
يعد هذا النوع من الأغطية مطورًا من النوع الألماني مع بعض الإضافات، أو المميزات التي تعطيه الأفضلية، مثل التخلص من خياطتين على جانبي فتحة المنقار، لكن لا تكون هناك استطاعة لعمل فتحة بنفس الشكل المطلوب في البرقع الهندي، كما أنه لا يحتاج إلى خياطة قطعة ناعمة من الجلد حول القاعدة. 

## صناعته
يصنع برقع الطير من الجلد وتستغرق صناعته يدويا من 30 إلى 40 دقيقة تقريباً، بينما إذا صنع آلياً فيستغرق خمس دقائق.

## برقع الطير وارتباطه بالفن
ارتبط برقع الطير بالفن من عدة نواح، إحداها معرض الفنانة البحرينية هلا آل خليفة بعنوان البرقع، والذي تحدث عن برقع الطير والتشابه الكبير بينه وبين الكمامة التي يستخدمها الإنسان، وأتى التشابه بأن كليهما يستخدمان من أجل الحماية، فالطير يشعر بالأمان والسكينة عندما يرتدي البرقع، والكمامة عند الإنسان هي لحمايته من الوباء الذي لا يرى بالعين المجرده. ومن ناحية أخرى، استُلهم شكل برقع الطير ليكون التصميم الفني المعماري لمبنى جمعية القناص القطرية الواقع في الحي الثقافي كتارا بدولة قطر.